# Einzeldruck
Einzeldruck trycktes 1541 och är en koralkälla för minst en psalmmelodi som bearbetades något i Tyskland i skriften Geistliche Lieder, Leipzig 1545. Melodin är känd i Sverige sen början av 1640-talet innan den infördes i 1695 års psalmbok, senare kom den att användas även till bland annat 1819 års psalmbok (nr 25 och 194).

## Psalmer
- I dig, o Herre Jesus kär (1695 nr 240, 1819 nr 194) "melodins huvudtext" och samma som till
  - O Skapare, o gode Gud (1819 nr 25)